# Galerita americana
Galerita americana is een keversoort uit de familie van de loopkevers (Carabidae). De wetenschappelijke naam werd gepubliceerd in 1758 door Carl Linnaeus in de tiende editie van Systema naturae.